# 눈, 물
눈, 물은 안녕달이 쓰고 그린 동화책이다.